# Shoichi Yokoi
Shoichi Yokoi (横井 庄一, Yokoi Shōichi, Saori, 31 de março de 1915 – Nagoia, 22 de setembro de 1997) foi um soldado japonês que se tornou mundialmente conhecido ao ser encontrado escondido na ilha de Guam e ainda em guerra com os Estados Unidos, 27 anos após o término da Segunda Guerra Mundial.

## Carreira
O soldado Yokoi foi alistado no Exército Imperial Japonês em 1941 e enviado em 1944 para a Ilha de Guam, no Oceano Pacífico, então ocupada pelos japoneses após o ataque a Pearl Harbor, que deu início ao conflito naquela região. Quando os norte-americanos recuperaram a ilha em 1944, Yokoi embrenhou-se na selva para evitar a rendição às tropas inimigas.
Nos primeiros tempos em que se manteve escondido, ele caçava à noite mantendo-se fora das vistas durante o dia e usava as plantas nativas da ilha para fazer roupas, forro para cama e fornecimento de alimentos, que ele escondia na caverna no buraco que passou a habitar. Shoichi temia ser morto caso caísse nas mãos dos habitantes de Guam, devido ao tratamento dispensado à população civil da ilha pelos japoneses durante a guerra e por 28 anos escondeu-se numa gruta no terreno de uma parte desabitada da ilha evitando ser descoberto e recusando-se a se entregar mesmo após achar folhetos que anunciavam o fim da II Guerra Mundial.
Na tarde de 24 de janeiro de 1972 Shoichi Yokoi foi descoberto nas matas de Talofofo por dois caçadores locais, Jesus Duenas e Manuel DeGracia, que verificavam as suas armadilhas para camarões ao longo de um pequeno rio da região. A princípio eles imaginaram que Yokoi fosse um habitante local, mas identificando-o depois como japonês o subjugaram de surpresa e o prenderam, carregando-o para fora da selva com algumas contusões. Soldados japoneses extraviados haviam assassinado a sobrinha de DeGracia logo após o fim da Batalha de Guam e Duenas teve que convencer o seu companheiro de caçada a não matar o japonês ali imediatamente.
"Foi muito constrangedor para mim ter retornado com vida", disse Yokoi ao chegar de volta a seu país, com seu rifle de combate a tiracolo, numa frase que se tornaria um ditado popular no Japão.

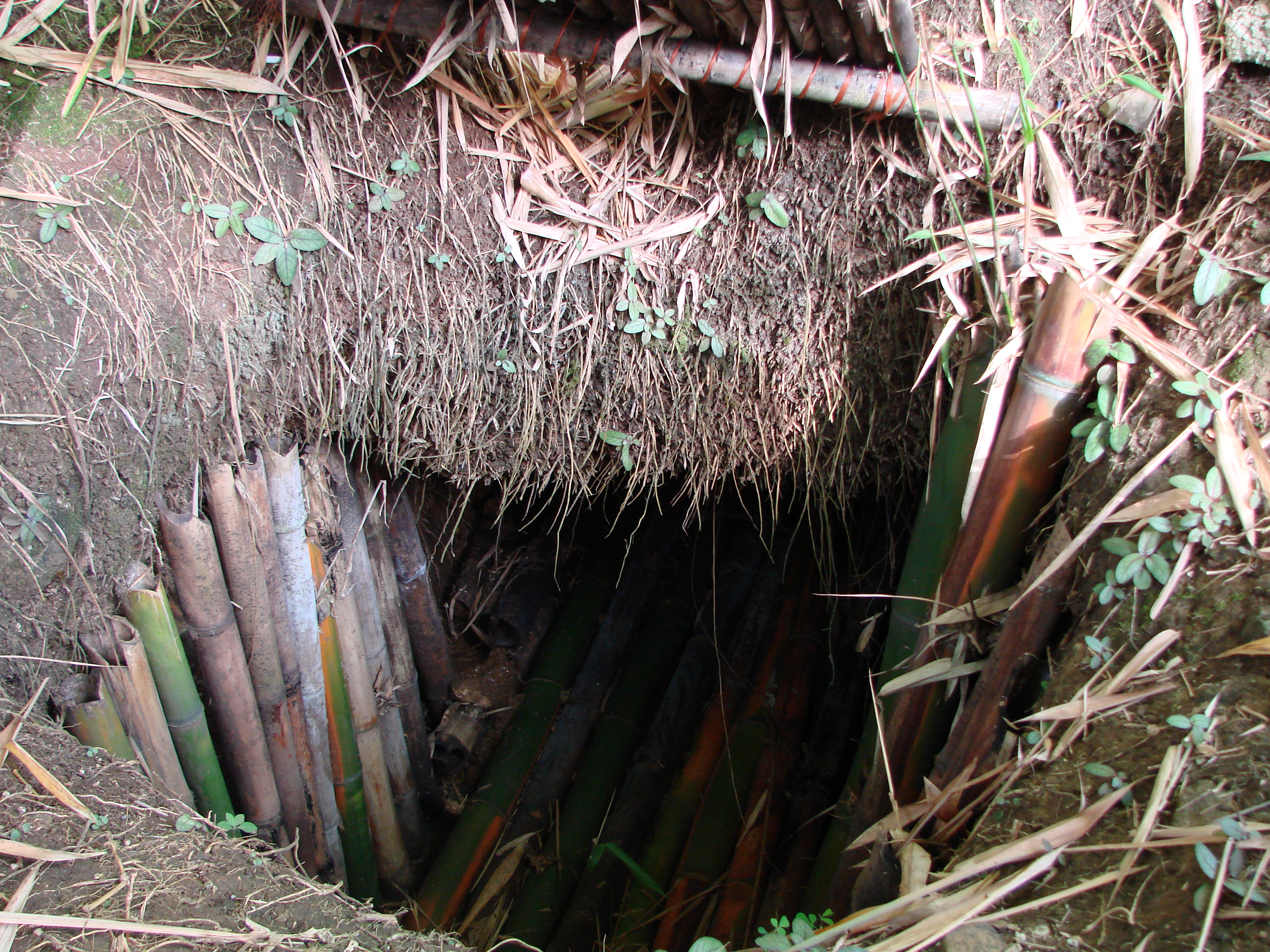
Reprodução exata da entrada do esconderijo de Yokoi em Guam.

Seu aparecimento quase trinta anos após o fim da Segunda Guerra Mundial transformou Shoichi numa celebridade e alvo de reportagens em toda a mídia mundial. Após uma turnê tempestuosa por todo seu país, quando despertou a atenção, simpatia e curiosidade de milhões de compatriotas, ele casou-se e estabeleceu-se na área rural de Aichi. Tendo vivido solitário numa caverna por 28 anos, ele se tornou uma figura popular na televisão japonesa e asiática e um advogado da vida austera. Em 1977 foi tema do documentário de sucesso Yokoi and His Twenty-Eight Years of Secret Life on Guam (Yakoi e Seus Vinte e Oito Anos de Vida Secreta em Guam).
Em 1991, aos 75 anos de idade e dezenove anos após seu reaparecimento, Shoichi Yokoi teve a maior honra de sua vida, ao ser recebido em audiência pelo Imperador do Japão, Akihito, ocasião para a qual chegou a preparar um discurso de arrependimento a ser lido para Sua Majestade. Meses depois, ele confessou a um jornalista japonês que tinha fortes e profundos motivos para se manter isolado da civilização por tanto tempo. Segundo ele, sua infância foi muito dura e seus parentes eram muito rudes, o que o fez se embrenhar na floresta para se manter afastado deles.
Yokoi morreu em 1997, aos 82 anos, de ataque cardíaco em Nagoia, sendo enterrado no cemitério da cidade, na mesma tumba destinada à sua mãe, ali enterrada em 1955, quando ele ainda era um solitário soldado escondido nas selvas de Guam.